# (2381) Landi
(2381) Landi (1976 AF; 1951 EG1; 1953 QP; 1968 FF; 1970 SD; 1978 NN3) ist ein ungefähr 13 Kilometer großer Asteroid des mittleren Hauptgürtels, der am 3. Januar 1976 am Felix-Aguilar-Observatorium im Nationalpark El Leoncito in der Provinz San Juan in Argentinien (IAU-Code 808) entdeckt wurde. Er gehört zur Eunomia-Familie, einer Gruppe von Asteroiden, die nach (15) Eunomia benannt ist.

## Benennung
(2381) Landi wurde nach Jorge Landi Dessy benannt, der Direktor des Observatorio Astronómico de Córdoba (IAU-Code 822) in Argentinien und Vizepräsident der Argentine Association of Astronomy war. Seine Hauptforschungsgebiete waren die astronomische Optik und Photometrie sowie die Magellanschen Wolken.